# Cuspidata
Cuspidata is een geslacht van vlinders van de familie bladrollers (Tortricidae).

## Soorten
- C. anthracitis Diakonoff, 1960
- C. bidens Diakonoff, 1960
- C. castanea Diakonoff, 1960
- C. ditoma Diakonoff, 1960
- C. hypomelas Diakonoff, 1960
- C. leptozona Diakonoff, 1960
- C. micaria Diakonoff, 1973
- C. obscura Diakonoff, 1970
- C. oligosperma Diakonoff, 1960
- C. viettei Diakonoff, 1960